# Civezzano
Civezzano är en ort och kommun i provinsen Trento i regionen Trentino-Sydtyrolen i Italien. Kommunen hade 4 053 invånare (2018).